# Потажиця (Ґостинський повіт)
Потажиця (пол. Potarzyca) — село в Польщі, у гміні Кробя Гостинського повіту Великопольського воєводства.
Населення — 291 особа (2011).
У 1975—1998 роках село належало до Лешненського воєводства.

## Демографія
Демографічна структура станом на 31 березня 2011 року:
|          | Загалом | Допрацездатний вік | Працездатний вік | Постпрацездатний вік |
| -------- | ------- | ------------------ | ---------------- | -------------------- |
| Чоловіки | 152     | 36                 | 100              | 16                   |
| Жінки    | 139     | 37                 | 71               | 31                   |
| Разом    | 291     | 73                 | 171              | 47                   |